# Ахмед, Исса
Исса Габриэль Ахмед (англ. Issah Gabriel Ahmed; 24 мая 1982, Даву, Гана) — ганский футболист, защитник.

## Клубная карьера
Свою карьеру начал в команде из родного города Даву. С 2004 по 2005 год выступал за «Асанте Котоко» — одну из сильнейших команд ганского первенства.
В 2005 году Исса Ахмед перебрался в Европу и подписал контракт с датским «Раннерсом». За него защитник выступал в течение 6 лет.

## Карьера в сборной
Дебютировал за сборную Ахмед во время своих выступлений за «Асанте Котоко». В 2006 году сербский специалист Ратомир Дуйкович включил защитника в состав сборной на розыгрыш Кубка Африки-2006. Через несколько месяцев Ахмед попал в заявку национальной команды на чемпионат мира 2006 года в Германию.
После мундиаля Ахмед лишь изредка стал приглашаться в сборную. Всего за неё он провел 15 игр.

## Достижения
- Чемпион Ганы (1): 2005
- Обладатель Кубка Дании (1): 2006